# Vladimir Dejurov
Vladimir Nikolayevich Dejurov, (em russo:  Влади́мир Никола́евич Дежу́ров) (Yavas, 30 de julho de 1962), é um ex-cosmonauta da Moldávia.
Graduado como piloto-engenheiro em 1983, ele serviu como piloto na força aérea russa na década de 1980. Em 1987 foi enviado para treinamento na Cidade das Estrelas, no Centro de Treinamento de Cosmonautas Yuri Gagarin, onde cumpriu dois anos de curso intensivo sobre treinamento espacial.
Em março de 1994, Vladimir começou o período de treinamento para exercer o comando da tripulação do programa Mir-18, a 18ª tripulação a habitar a estação orbital Mir. Foi lançado ao espaço em 14 de março de 1995 do Cosmódromo de Baikonur, no Casaquistão, a bordo da nave Soyuz TM-21, passando 115 dias de estadia em órbita e retornando no ônibus espacial Atlantis, em 7 de julho do mesmo ano.
Seis anos depois voltou ao espaço como integrante da Expedição 3 à ISS, em agosto de 2001, a bordo da nave Discovery, missão STS-105, para mais quatro meses em órbita, desta vez na estação internacional, retornando à Terra em dezembro, na missão STS-108 do ônibus espacial Endeavour.